# آیدا رستمی
آیدا رستمی (۲۵ تیر ۱۳۶۵  گرگان   – آذر ۱۴۰۱) پزشک عمومی بیمارستان چمران تهران بود که در ۲۱ آذر ۱۴۰۱ مفقود شد و پیکر او یک روز بعد با ادعای «تصادف رانندگی» به خانواده‌اش تحویل داده شد. اما خانوادهٔ او آثار شکنجه را روی بدن و صورت او مشاهده کردند. رستمی برای درمان معترضان زخمی در جریان خیزش ۱۴۰۱ ایران به مناطق غربی تهران و به‌ویژه محله اکباتان رفت‌وآمد داشته‌ و در خانه‌های معترضان زخمی، آن‌ها را مداوا می‌کرده است. رسانه‌های وابسته به جمهوری اسلامی پس از پخش خبر شکنجه و کشته‌شدن او، سناریوی خود را از «تصادف» به «پرت شدن از پل عابر پیاده» تغییر دادند.

## پیشینه
در پی کشته شدن زن ۲۲ ساله‌ای به نام مهسا امینی که در ۲۵ شهریور ۱۴۰۱ در بازداشتگاه گشت ارشاد، پلیس امنیت اخلاقی حکومت ایران، دستگیر و کشته شد، اعتراضات گسترده‌ای در سراسر ایران به وقوع پیوست. در جریان این اعتراضات، نیروهای امنیتی جمهوری اسلامی صدها معترض را کشتند و هزاران نفر را بازداشت و مجروح کردند. ایرانیانی که در جریان اعتراضات توسط نیروهای امنیتی مجروح شده بودند، از ترسِ دستگیری، شکنجه، محاکمه یا قتل، از مراجعه به بیمارستان‌های خطرناک کشور اجتناب می‌کردند. پزشکانی که برای کمک به مجروحان، مایل به پذیرش خطر بودند، معترضان را در محل کار، خانه تظاهرکنندگان، یا جاهای دیگر مداوا می‌کردند. رستمی برای درمان تظاهرکنندگان در مناطق اکباتان تهران و سایر مناطق غربی تهران فعال بود.

## کشته شدن
در گزارش ایران‌وایر به نوشته پیام یونسی‌پور، آیدا رستمی پزشک عمومی بود که به صورت ناشناس در محلهٔ اکباتان تهران به معترضان که در اعتراضات مجروح شده بودند، در خانه‌های‌شان کمک‌های پزشکی می‌کرده. او در ۲۱ آذر ۱۴۰۱ برای تهیه وسایل مورد نیازش، از خانه یکی از مجروحان خارج و سوار خودروی شخصی خود می‌شود تا به یکی از داروخانه‌های شبانه‌روزی برود، اما پس از آن، از او خبری نمی‌شود. فردای آن روز، کلانتری اکباتان با خانواده او تماس می‌گیرد و اعلام می‌کند که برای تحویل جسد او مراجعه کنند. در کلانتری به خانواده او گفته شده بود که علت مرگ او تصادف است. اما وقتی خانواده آیدا رستمی با اصرار درخواست کردند که پیکر او را ببینند، مشخص می‌شود که هیچ شباهتی به بدنی که تصادف کرده ندارد. دست‌هایش شکسته، نیمه راست صورتش له شده، بینی او خرد شده و چشم چپش به صورت کامل تخلیه شده است. همچنین روی سایر اعضای بدن نیز به صورت واضح جای چند کبودی به چشم می‌خورده است. پس از انتشار خبر ربوده شدن و کشته شدن آیدا رستمی، دستگاه‌های امنیتی سناریوی خود را از «تصادف» به «پرت شدن از پل عابر پیاده» تغییر دادند. در نامه پزشکی قانونی، علت مرگ آیدا رستمی را «برخورد جسم سخت» نوشته‌اند که نه برای تصادف و نه برای پرت شدن از ارتفاع به کار می‌رود. به گفته ایران‌وایر خانواده آیدا زیر فشار بی‌وقفه نیروهای امنیتی هستند.
در ۲۵ آذر ۱۴۰۱، خبرگزاری میزان، وابسته به قوه قضائیه جمهوری اسلامی، اعلام کرد که دوست‌پسر آیدا رستمی او را از روی پل به پایین انداخت. مقامات ایرانی و منابع حکومتی مکرراً داستان‌های مشابهی جز قتل حکومتی را برای زنان جوانی که در جریان اعتراضات مهسا امینی کشته شده‌اند، مانند نیکا شاکرمی اتخاذ کرده‌اند.

## واکنش‌ها
در ۲۵ آذر ۱۴۰۱، اتحادیه سازمان نظام پزشکی آلمان «قتل» دکتر آیدا رستمی را به دلیل «ارائه مراقبت‌های پزشکی به معترضان» محکوم کرد. آنها همچنین نامه ای سرگشاده به صدراعظم اولاف شولز منتشر کردند که در آن با متخصصان پزشکی ایرانی ابراز همبستگی کردند و نگرانی شدید خود را «در مورد حقوق بشر و وضعیت پزشکی پیش روی جمعیت غیرنظامی ایران» اعلام کردند.
چند تن از اعضای کادر درمان در شبکه‌های اجتماعی اعلام کردند که در اعتراض به مرگ آیدا رستمی دست به اعتصاب خواهند زد.

## اعترافات اجباری خانواده
در ۱۱ تیر ۱۴۰۴ برادر آیدا رستمی (آرمین) فایلی صوتی را منتشر کرد که نشان می‌داد ماموران امنیتی چگونه خانواده او را مجبور به اعترافات اجباری می‌نمایند.